# Manasia
Manasia is een Roemeense gemeente in het district Ialomița.
Manasia telt 4719 inwoners.